# Psychobilly

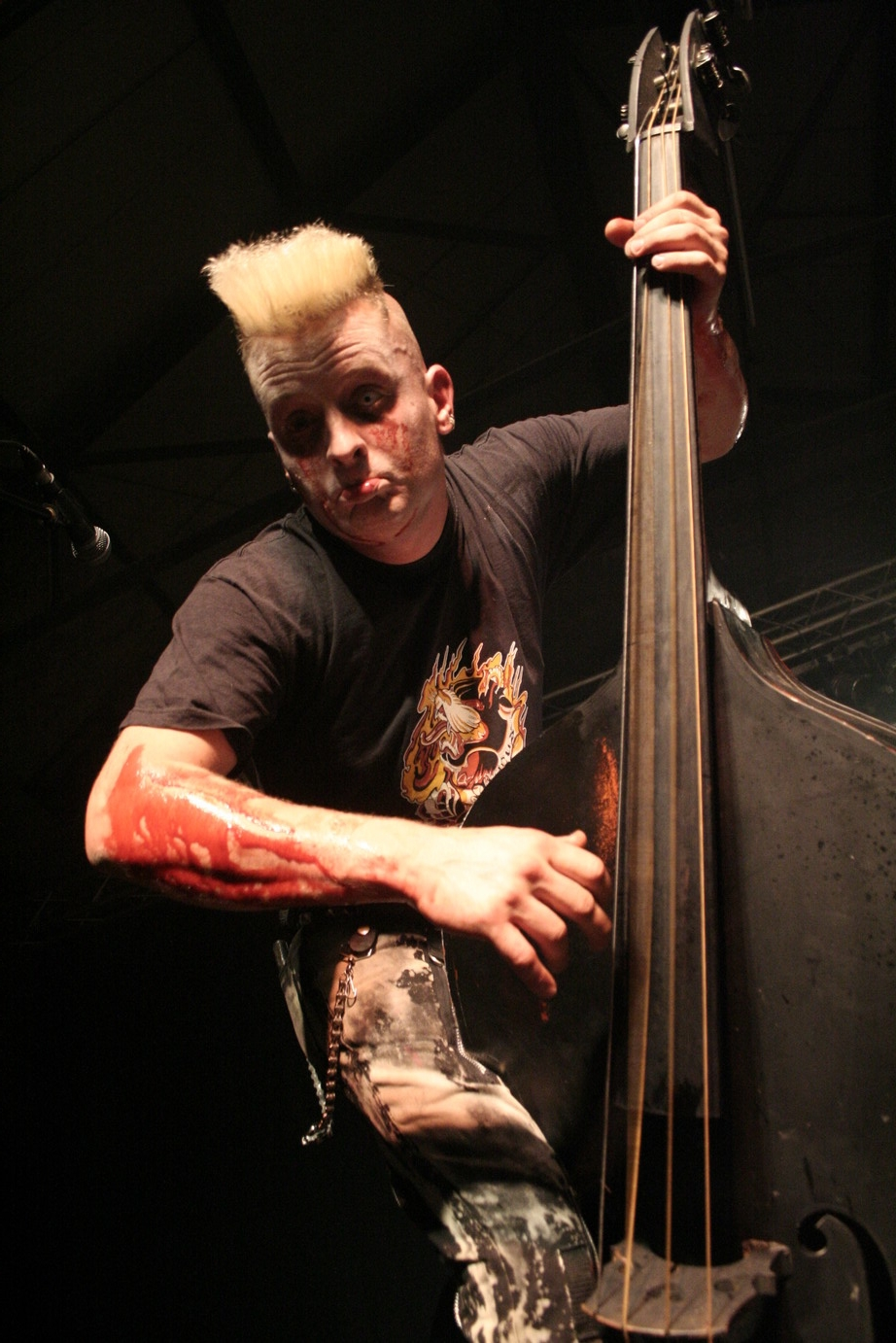

Psychobilly is een afgeleide muziekvorm van rockabilly en wordt gezien als een mix van horrorpunk en rockabilly.

## Geschiedenis
De Engelse band The Meteors wordt gezien als grondlegger van de muziekstijl. Sinds begin jaren tachtig is deze band actief. Kort daarna volgden bands als The Sharks en Batmobile, volgens velen een van de succesvolste bands in het genre. De Londense club "Klub Foot" wordt gezien als de bakermat van psychobilly.
Aan het begin van de jaren negentig waren er nieuwe stromingen in de psychobilly te herkennen. Elementen uit de punk en metal werden meer geïntegreerd in de muziek.

## Teksten en samenstelling
De teksten van psychobillybands zijn apolitiek en gaan in de regel over verdorven seks, horror, geweld en andere taboes, dit alles overgoten met een relativerende dosis humor. De bands zijn vaak driekoppig met drums, een contrabas (zgn. slap-bass) en een elektrische gitaar.

## Uiterlijk
Liefhebbers van deze muziekstijl waren vaak te herkennen aan hun kuif, die door een föhn en flink wat haarlak overeind moest blijven. Hun favoriete schoen was van het merk Dr. Martens, hun favoriete jassen bomberjacks, meestal van het merk Alpha, en zij droegen tweedehands baseball jackets uit de jaren vijftig.

## Bands met een artikel op Wikipedia
Australië
- The Living End

Canada
- Big John Bates

Denemarken
- HorrorPops
- Nekromantix

Duitsland
- Mad Sin

Nederland
- Batmobile

Verenigde Staten
- Tiger Army
- The Cramps
- The Gun Club

Verenigd Koninkrijk
- The Meteors